# Azusa Street

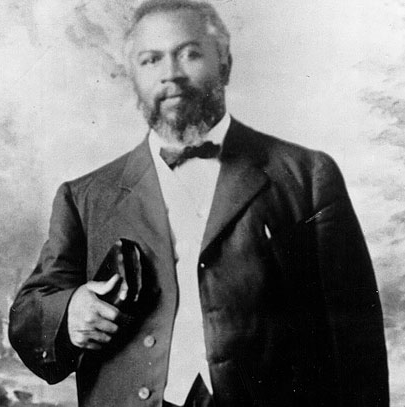
William J. Seymour.

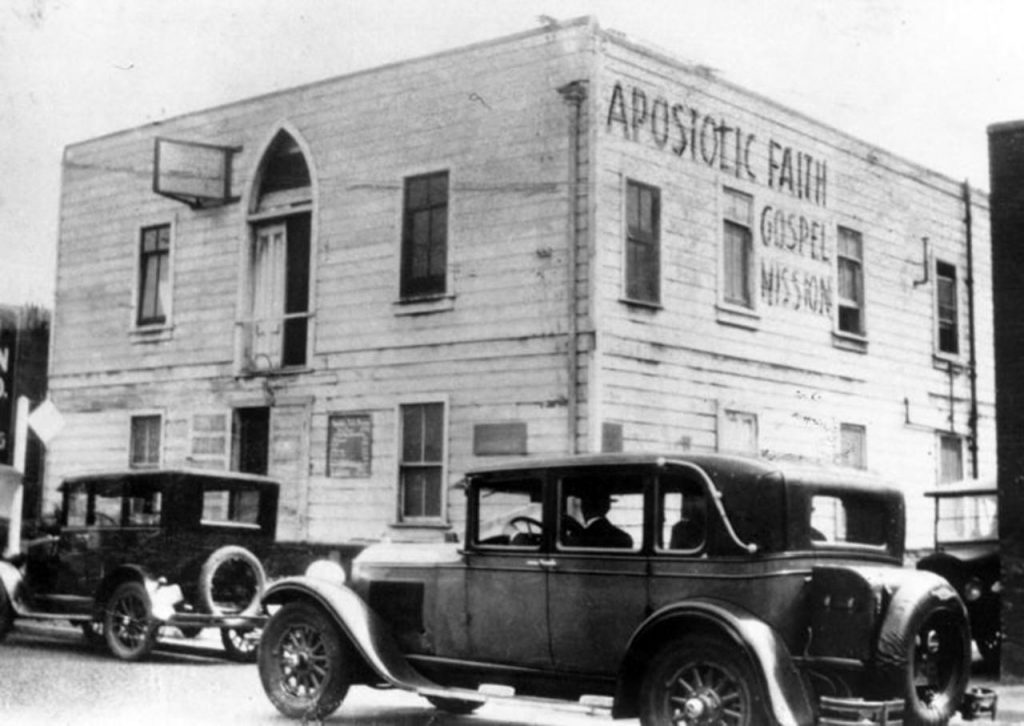
Apostolic Faith Mission på Azusa Street, 1907.

Azusa Street är en gata i Los Angeles, Kalifornien, USA. Det var den plats där den moderna pingströrelsen började, genom den väckelse som pågick från 1906 till 1909, ledd av William J. Seymour.
En föregångare till "Azusa Street" var 214 North Bonnie Brae (också i Los Angeles). Den 9 april 1906 anges att anden föll över en liten bönegrupp som samlats där i ett hem. Efter att senare husets veranda kollapsade hyrde man en nedlagd metodistkyrka på 312 Azusa Street.